# 허니팝콘
허니팝콘(Honey Popcorn, ハニーポップコーン)은 일본의 5인조 걸 그룹이다. 2018년 3월 21일에 미니앨범 〈비비디바비디부〉 발매와 함께 쇼케이스를 갖고 대한민국에서 데뷔하였다.
데뷔 직후 미니앨범은 2018년 12주차 가온 차트에서 18위를 기록하였고, 유튜브 타이틀곡 뮤직비디오 조회수는 업로드 3일만에 100만을 돌파하였다. 7월 7일에 대한민국에서 팬미팅을 가졌다. 한국을 좋아하는 이 그룹의 리더인 미카미 유아가 자비로 앨범을 낸 것으로 알려졌다.
첫번째 미니앨범 활동 이후 마츠다 미코가 탈퇴하였고, 2019년 4월 7일, 새로운 멤버 3명의 영입을 발표하였다. 현재 멤버 미카미 유아, 사쿠라 모코, 타지마 루카, 미야세 나코, 이즈미 사라이다.
5명이 살고 있는 일본과 5명이 좋아하는 대한민국이 문제가 있어서 활동을 못하지만 앨범은 2개정도 냈다.
멤버중에서는 미카미 유아가 현재그룹과 에비스 마스캇츠 1.5를 겸임하고 있다.
이 그룹의 리더인 미카미 유아가 이 그룹의 제작자이다.
이 그룹은 2장의 앨범을 내고 활동을 안하고 있다.
2022년 1월 25일, 스타제국은 멤버들의 계약이 종료된 후 모델, 연기, 솔로 활동 등을 시작으로 그룹이 공식적으로 해체된다고 발표했습니다.

## 멤버
- 미카미 유아(리더, 센터, 걸그룹 SKE48 2기생 출신, 허니팝콘 제작자, 본명: 키토 모모나, AV 배우, 에비스 마스캇츠 1.5) - 1993년 8월 16일생
- 사쿠라 모코 (최연장자, 서브리더, 걸그룹 바쿠스테 1기생 출신, 본명: 이토 유우, AV 배우) - 1991년 3월 19일생
- 타지마 루카 (그라비아 아이돌) - 1995년 9월 19일생
- 미야세 나코 (그라비아 아이돌, 일본의 지하 아이돌 그룹 sherbet출신) - 1997년 3월 11일생
- 이즈미 사라 (그라비아 아이돌, 아이돌링!!! 3기생 출신, 본명: 하시모토 카에데) - 1997년 1월 21일생

### 전 멤버
- 마쓰다 미코 (걸그룹 NMB48 2기생 출신, 본명: 오카다 리사코) - 1995년 10월 28일생